# 胜利桥 (新泽西州)
胜利桥（英語：Victory Bridge）是美国新泽西州的一个跨过拉里坦河的桥梁，位于米德尔塞克斯县，是35号新泽西州州道的过河通道。